# Zaposlovanje Romov
Glede na uradne podatke popisa prebivalstva leta 2002 je število Romov v  Sloveniji 3246, vendar naj bi bilo dejansko število veliko višje (7000 - 10000). Največ jih živi v Prekmurju, na Dolenjskem, v Beli krajini in Posavju (Urad vlade za narodne skupnosti, 2005). Glede na uradne podatke so največja etnična manjšina. Med  seboj se razlikujejo po izvoru, navadah in stopnji vključenosti v širše okolje . Romi so v Sloveniji slabo vključeni, stopnja revščine je pri njih veliko višja kot pri ostalem prebivalstvu Slovenije. Delo in zaposlitev sta ključnega pomena za boljšo vključenost Romov in njihovo osebnostno rast.  
Nezaposlenost Romov in njihova vloga na trgu dela imata nekatere značilnosti (Smerdu in Giodani, 2003):
- Veliko jih je prijavljenih na zavod za zaposlovanje le zaradi socialnih pravic in ne z namenom, da si dobijo delo
- Ni točnega števila brezposelnih Romov, saj se v evidenco ne vnašajo kot pripadniki romske skupnosti
- Na nacionalni ravni ni posluha za romsko problematiko, saj jih večina živi v Prekmurju, Beli krajini in na Dolenjskem. S to problematiko se morajo tako ukvarjati na lokalni ravni.
- Razlike med Romi - nekateri so dobro prilagojeni, drugi živijo popolnoma ločeno in se težje vključujejo v  drugo okolje.
- Zaradi slabe izobrazbe imajo slabše zaposlitvene možnosti.

Razlika med povprečno nezaposlenostjo celotnega prebivalstva  in nezaposlenostjo Romov je velika. V primerjavi s povprečjem vseh prebivalcev se Romi osemkrat bolj verjetno soočajo z dolgotrajno nezaposlenostjo. Romi so bili med prvimi, ki so v času menjave režima (v osemdesetih in devetdesetih) izgubili službo. Tudi v sektorjih, ki so se takrat razširili (npr. gradbeništvo) so jih zamenjali s cenejšo imigrantko delovno silo. Romom je otežen dostop do zaposlitve, soočajo se z diskriminacijo in posledica je visoka brezposelnost. 
V Sloveniji zaposlovanje Romov predstavlja veliko problematiko. Romov je zaposlenih približno 15%, nezaposlenih pa 85% (Popis prebivalstva 2002). Zaposlitvene možnosti ovirajo: nizka izobrazba, slabše delavne navade, nerazumevanje med večinskim prebivalstvom in Romi, splošni stereotipi, diskriminacija ter pomanjkanje motivacije za izobraževanje in iskanje dela.  Nekateri za brezposelnost krivijo tudi previsoko socialno pomoč, previsoko toleranco do njihovega načina življenja, večja pričakovanja kot pripravljenost za doseganje le teh, sivo ekonomijo in zaposlovanje na črno. V Prekmurju so se Romi zaposlovali bolj kot čistilci, šivilje, tesarji, cestni delavci, kovinarji, konfekcionarji in komunalni delavci. Na Dolenjskem pa so se bolj ukvarjali s kovaštvom, drobljenjem kamenja v kamnolomih in na cestah ter prodajo konj. Pomembna panoga pa je tudi nabiranje zelišč.

## Nizka izobrazba
Romi imajo zelo nizko stopnjo izobrazbe in slabo poklicno usposobljenost. Raziskava iz leta 2006 je pokazala, da več kot 80% Romov nima dokončane osnovne šole, 10% jih je končalo OŠ, 1,7% ima dokončano poklicno šolo in 0,8% srednjo šolo  . Tudi bralne in pisne sposobnosti Romov so glede na ostale prebivalce Slovenije veliko slabše. Med njimi so še vedno posamezniki, ki ne znajo brati in pisati (približno 9%). Posledično je njihova motivacija za iskanje dela nizka. Brezposelnost pa jih hkrati ovira pri vključevanju v družbo in povišanju standarda življenja .
Slovenski podatki kažejo na velik osip romskih otrok v šoli in slabšo učno uspešnost. Trend osipa pa se kaže predvsem v višjih razredih osnovne šole .  Zaskrbljujoča sta vpis in navzočnost romskih otrok pri pouku. Veliko izostajajo od pouka, kar predstavlja resno in stalno težavo. Neupravičena odsotnost lahko kaže na slabo zavedanje pomena šole iz strani Romov ali pa na preveč tolerantne in popustljive učitelje. Prehod romskih osnovnošolcev na srednje šole je zelo nizek, pri tistih, ki se vpišejo, pa je osip zelo velik. Običajno prenehajo zaradi neuspešnosti in težav pri učenju . Nekateri otroci pa prenehajo šolanje tudi zaradi predsodkov sošolcev in žaljivk. Na slabšo uspešnost romskih otrok vpliva tudi njihovo domače okolje, ki velikokrat ni spodbudno. Razlog so tudi delovni pogoji za učenje in domače naloge. Romski otroci večinoma nimajo  primernih pogojev in učnega okolja, ki bi jih spodbujal k delu za šolo. Na intelektualni razvoj otrok vpliva nizek kulturni standard, ki običajno temelji na radiu in televiziji. Na nizko izobrazbeno stopnjo otrok vpliva tudi nizka izobrazba staršev, še posebej mater. Ključno je tudi delo staršev, ki je pri Romih pogosto nekvalificirano in pa zaposlenost staršev, pri čemer je veliko romskih staršev brezposelnih .
Učna neuspešnost romskih otrok je povezana tudi s slabim znanjem slovenskega jezika.  Ponekod so romske otroke poučevali tudi ločeno, kar je neprimerno, predvsem zaradi dodane krepitve stereotipov . Ločevanje je še bolj neprimerno zaradi dejstva, da se mnogi romski otroci prvič srečajo s širšim okoljem ravno ob vstopu v šolo in negativne izkušnje onemogočajo kasnejšo uspešno integracijo   
Romski učenci imajo v primerjavi z ne-romskimi učenci nižje interese za dokončanje osnovne šole, kar opažajo tudi šolske svetovalne službe. Na nižji interes naj bi najbolj vplivala nespodbudno domače okolje in odnos staršev do šole. Svetovalne delavke ocenjujejo, da ima dve tretjini otrok nižji interes za nadaljevanje šolanja, skoraj tretjina pa naj bi imela višji interes kot ostali otroci  .

## Predsodki o Romih
Boljše zaposlovanje Romov otežujejo tudi stereotipi družbe in delodajalcev glede Romov. Roma bi namreč zaposlilo le 44% delodajalcev, glede na anketo iz leta 2006 . V grobem stereotipe, povezane z Romi delimo v tri skupine:  
1. Stereotipi, ki trdijo, da Romi ogrožajo družbeni red. Predstavlja se jih kot kradljivce, ki so jim nelegalni posli prirojeni. 
2. Stereotipi, da ogrožajo  naše družbeno-ekonomske interese in ogrožajo ekonomski red. Za Rome velja, da so leni, nedelavni in da živijo na socialni pomoči.
3. Stereotipi o Romih, da kvarijo kulturni red večinskega prebivalstva zaradi svoje drugačne kulture, mentalitete, vrednot, obnašanja in navad. Romi veljajo za neprilagodljive, da se ne zmorejo privaditi na  določeno delo. Imeli naj bi preveč otrok s čimer ogrožajo večinsko prebivalstvo. V to skupino spadajo tudi stereotipi vezani na prehranjevalne in higienske navade Romov. Stereotipi trdijo, da se Romi redko umivajo, da smrdijo in jejo crkovino. Velja tudi, da so prenašalci bolezni in se jih je zato treba izogibati .
Da so predsodki do Romov res živi lahko vidimo iz rezultatov raziskave na Hrvaškem. Več kot pol vprašanih se strinja s tem, da so Romi umazani (67%), da so prevaranti (65%) in da so neodgovorni (61%). V Sloveniji 69% vprašanih Roma ne bi imelo za soseda .

## Socialna izključenost Romov
Za Rome v Sloveniji velja, da so izrazito socialno izključeni, kar se kaže v njihovem manjšem dostopu do možnosti, ki jih ima večina (Zavratnik Zimic, 2000) . Bistvena razlika, ki povzroča neenakost Romov na trgu delovne sile je rasna nestrpnost oz. ne-sprejemanje Romov s strani ostalega prebivalstva . Zaradi diskriminacije se pri Romih lahko pojavi občutek manjvrednosti v primerjavi z ostalimi. Prav tako lahko začnejo verjeti, da imajo malo možnosti za uspeh in se ne trudijo več. Lahko postanejo samo-ponižujoči in se začnejo vesti v skladu s predsodki. Diskriminacija povzroča socialne neenakosti, ki lahko vodijo do politične nestabilnosti in nadalje v nemire, upore ali celo vojne. Neprijetne občutke diskriminiranih posameznikov in slabše zdravstveno stanje diskriminiranih oseb, saj negativni občutki prispevajo k obolevnosti in kroničnimi boleznimi. Bolj verjetno je, da bodo pripadniki etničnih manjšin brezposelni, da bodo dobivali nižje plače in zaposlitve z nižjim statusom (Haralambos in Holborn, 1999)  . Vse to naj bi bila posledica predsodkov delodajalcev, ki Romov ne želijo zaposliti ali pa jih dajo na slabše položaje. Romi kot etnična manjšina lahko predstavljajo razredno dno, kar pomeni, da je za njih značilna revščina, brezposelnost  in odvisnost od podpor (Haralambos in Holborn, 1999)  . 

## Zaposlovanje žensk
Romske ženske se soočajo s še večjimi ovirami kot moški pri dostopu do izobrazbe, zaposlitve, zdravja in do drugih storitev, ki so ključne za socialno vključenost. Večina romskih žensk je nezaposlenih, kljub temu da so prav one pogosto tiste, ki skrbijo za dohodek in preživetje svoje družine. Ukvarjajo se z različnimi deli, kot so dela na vrtu, prodaja na domu, ročna dela in gospodinjska opravila. Njihova dela velikokrat spadajo pod sivo ekonomijo, zato romske ženske niso upravičene do določenih prihodkov npr. porodniškega nadomestila, pokojnine, zdravstvenega zavarovanja (European Rom Rights Centre,2004). Slovenske romske ženske so večinoma neizobražene, ujete so v okvire svoje kulture in velikokrat odvisne od socialne pomoči. V romskih družinah je moški glava družine in odloča o pomembnih družinskih odločitvah in o osebni svobodi svoje partnerke. Tako jih moški ovirajo pri javnem in političnem uveljavljanju, saj menijo, da je njihova vloga biti žena in mati. Zaposlene in ekonomsko neodvisne ženske pa imajo boljši položaj. Tiste, ki so zaposlene, običajno delajo v slabih delavnih razmerah in imajo slabo plačilo. Tako kot moške, tudi ženske ovira slabo znanje jezika. Statistični podatki o zaposlenosti Romkin niso znani, saj je področje še precej neraziskano. 
Raziskava iz leta 1997 je pokazala, da je bilo v Prekmurju zaposlenih 6% žensk, 25% pa se jih je priložnostno zaposlovalo v Avstriji. Ostale so opravljle neplačano, gospodinjsko in skrbstveno delo na svojem domu. Večina pa jih je odgovorila, da se njihove družine preživljajo s socialno pomočjo. Skoraj polovica Romk ni imela svojega denarja in skoraj polovica mora za denar prositi partnerja. Raziskava je pokazala finančno in fizično podrejenost žensk v družini. (Zidar, 1998).

## Miti o Romih
Za Rome velja mit, da se kljub ponujenim  priložnostim, nočejo izobraževati in hoditi v šolo. Vendar pa so raziskave iz leta 2006 pokazale, da bi kar 80% anketiranih Romov sprejelo delo v tovarni, 55% anketirancev pa si želi prejemati plačo med 400€ in 800€. Večina Romov se zaveda, da redna služba prinaša prednosti kot so mesečni dohodek, lažje načrtovanje nakupov, več sredstev za družino, pravico do nadomestila za bolniško odsotnost, urejeno pokojninsko varstvo in možnost najetja kredita. Večinoma se zavedajo, da nimajo ustrezne izobrazbe. Tretjina meni, da nima delavnih navad  in da nočejo delati z drugimi Romi. Četrtina Romov pa meni, da ne želijo delati vsak dan in da ne zdržijo osem ur v službi.

## Slovenski programi pomoči
V Sloveniji se je izvajalo že več različnih programov in projektov za pomoč Romom pri iskanju zaposlitve in boljšanje njihovega položaja. Med njimi so bili tudi naslednji:
- Program »Enakost možnosti« leta 2000 ga je sprejela Vlada RS. Program je potekal do leta 2003.
- Leta 2004 sprejeta strategija vključevanja Romov v vzgojo in izobraževanje. Strategija predvideva pomoč Romom pri njihovi integraciji, poudarjajo pa  predvsem ohranjanje spoštovanja romskega jezika in kulture.
- Romski izobraževalno-informativni center- vzpostavili so npr. poklic romskega pomočnika in romskega koordinatorja.
- Program Romske ženske to zmoremo je potekal v dvanajstih državah. Šlo je za ozaveščanje romskih žensk o regiji, izobraževanje, usposabljanje in priprava romskih žensk za aktivno nastopanje v javnem življenju.
- Romski zaposlitveni center je bil ustanovljen leta 2006. Vendar ni zaživel in je leta 2016 propadel.
- Opolnomočenje žensk
- Vključevanje Romov v vzgojo in izobraževanje II (2011-2014)
- Center za izobraževanje in kulturo je v Trebnjem leta 1992 začel s Programom opismenjevanja Romov, kjer so odraslim ponudili  osnovnošolsko izobraževanje. V program so se vključili nepismeni Romi. Program je potekal v prostorih Centra za socialno delo Trebnje.